# アンナ・マリア・フランツィスカ・フォン・ザクセン＝ラウエンブルク

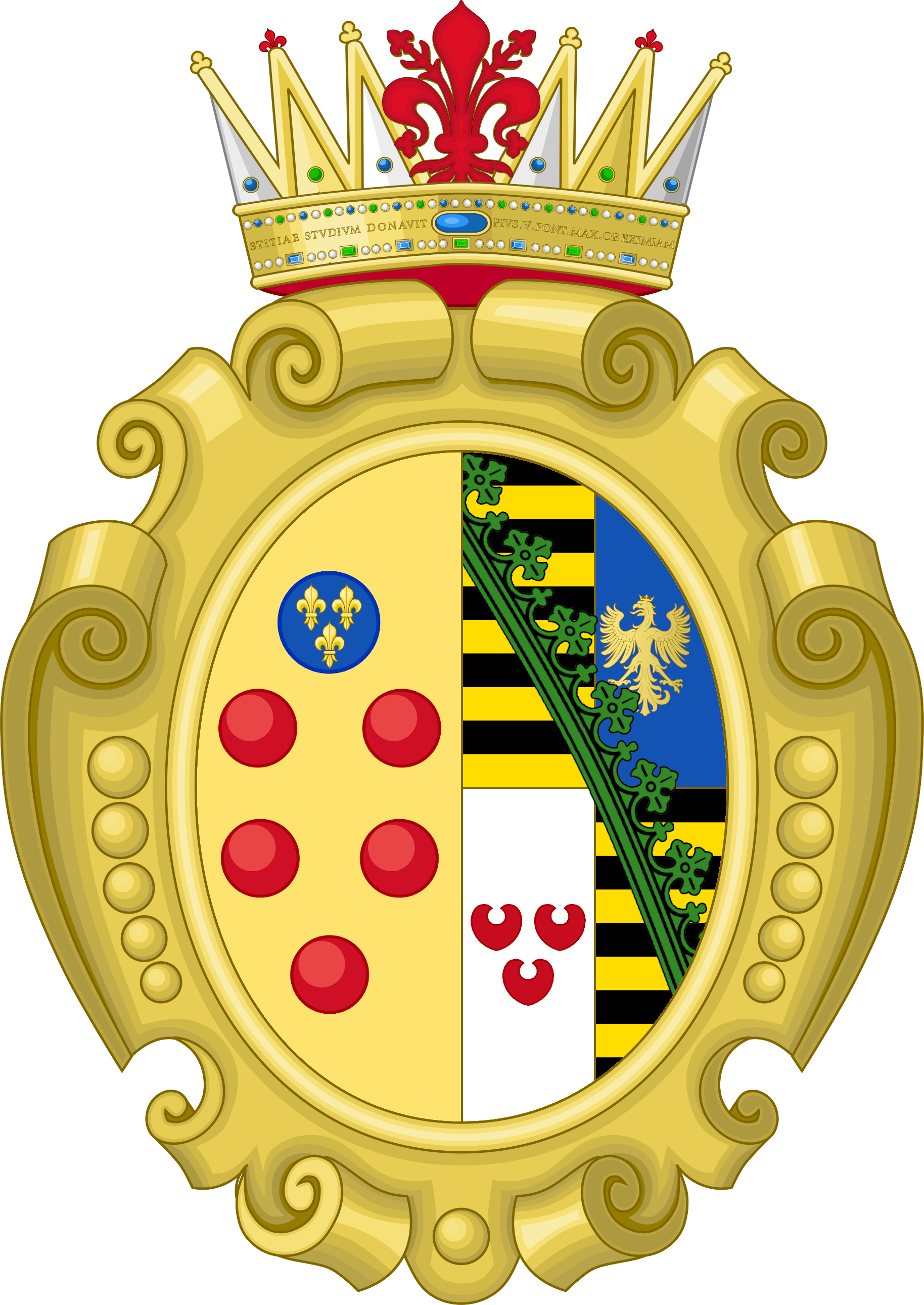
トスカーナ大公妃アンナ・マリア・フランツィスカの紋章

アンナ・マリア・フランツィスカ・フォン・ザクセン＝ラウエンブルク（ドイツ語：Anna Maria Franziska von Sachsen-Lauenburg, 1672年6月13日 - 1741年10月15日）は、トスカーナ大公ジャン・ガストーネ・デ・メディチの妃。

## 生涯
アンナ・マリアはザクセン＝ラウエンブルク公ユリウス・フランツと、プファルツ＝ズルツバッハ公クリスティアン・アウグストの娘ヘートヴィヒの長女である。
父の死後、アンナ・マリアは妹フランツィスカ・ジビッラとともに神聖ローマ皇帝レオポルト1世の後見下に置かれた。アンナ・マリアはブシュチェフラト、コンソニム、ミンクウィッツ、ポリッツ、プロスコヴィツェ、シュヴァーデン、シュヴォリーノおよびライヒシュタットの領地を含む、父親の広大なボヘミアの領土を相続しただけであった。アンナ・マリアは公位の継承権を決して放棄しなかったが、列強との戦いの中で主張を通すことができず、皇帝とも対立した。アンナ・マリアは帝国で最も注目される結婚候補者の一人と考えられていた。
アンナ・マリアは1690年10月29日にラウドニッツにおいてフィリップ・ヴィルヘルム・アウグスト・フォン・デア・プファルツと結婚したが、結婚の3年後に24歳で死去した。
1697年7月2日にデュッセルドルフにおいて、後にトスカーナ大公となるジャン・ガストーネ・デ・メディチと再婚した。この結婚はアンナ・マリアの義姉アンナ・マリーア・ルイーザ・デ・メディチによりお膳立てされ、トスカーナと帝国とのつながりを強めるためのものであった。この結婚は大失敗であった。ジャン・ガストーネは酒と男色を好み、素面のときには科学に興味を示したが、一方で田舎暮らし向きの妻は乗馬と狩猟を好んだ。教皇クレメンス11世に代わってプラハ大司教が調停を試みたが失敗に終わり、夫婦は1708年に別居した。これらの話し合いの中で、アンナ・マリアは夫を「完全に無力」であり、フィレンツェで殺害される危険に身をさらすことは考えられないと述べた。一方でジャン・ガストーネは、自分の妻を「不可能な魔女」と評し、フィレンツェに到着しても歓迎することは考えられないと述べた。ジャン・ガストーネはフィレンツェに住み、アンナ・マリアは主にボヘミアのライヒシュタットの邸宅に滞在し、夫婦は二度と会うことはなかった。
1723年にアンナ・マリアはポリッツの教会を現在みられる姿に完成させた。アンナ・マリアは最後のラウエンブルク公として死去し、ライヒシュタット教区教会の最初の夫の隣に埋葬された。アンナ・マリアは非常に信心深く、希望により青い修道女のマントを着て埋葬された 。

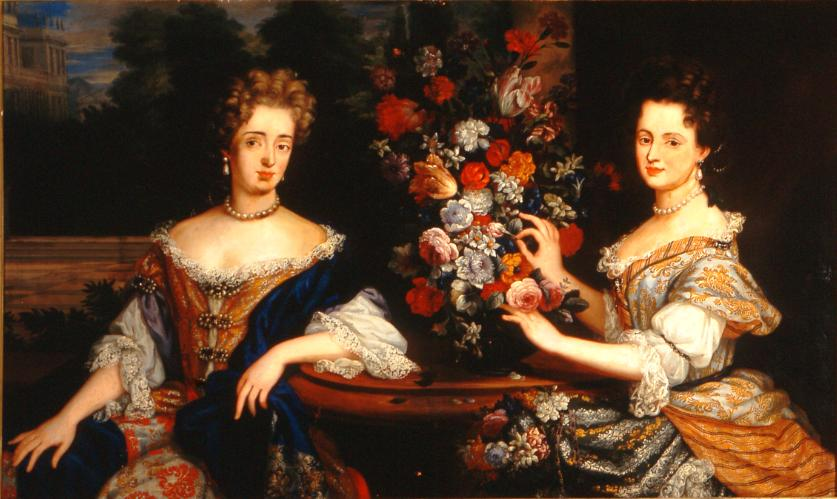
アンナ・マリア（右）と妹フランツィスカ・ジビッラ・アウグスタ
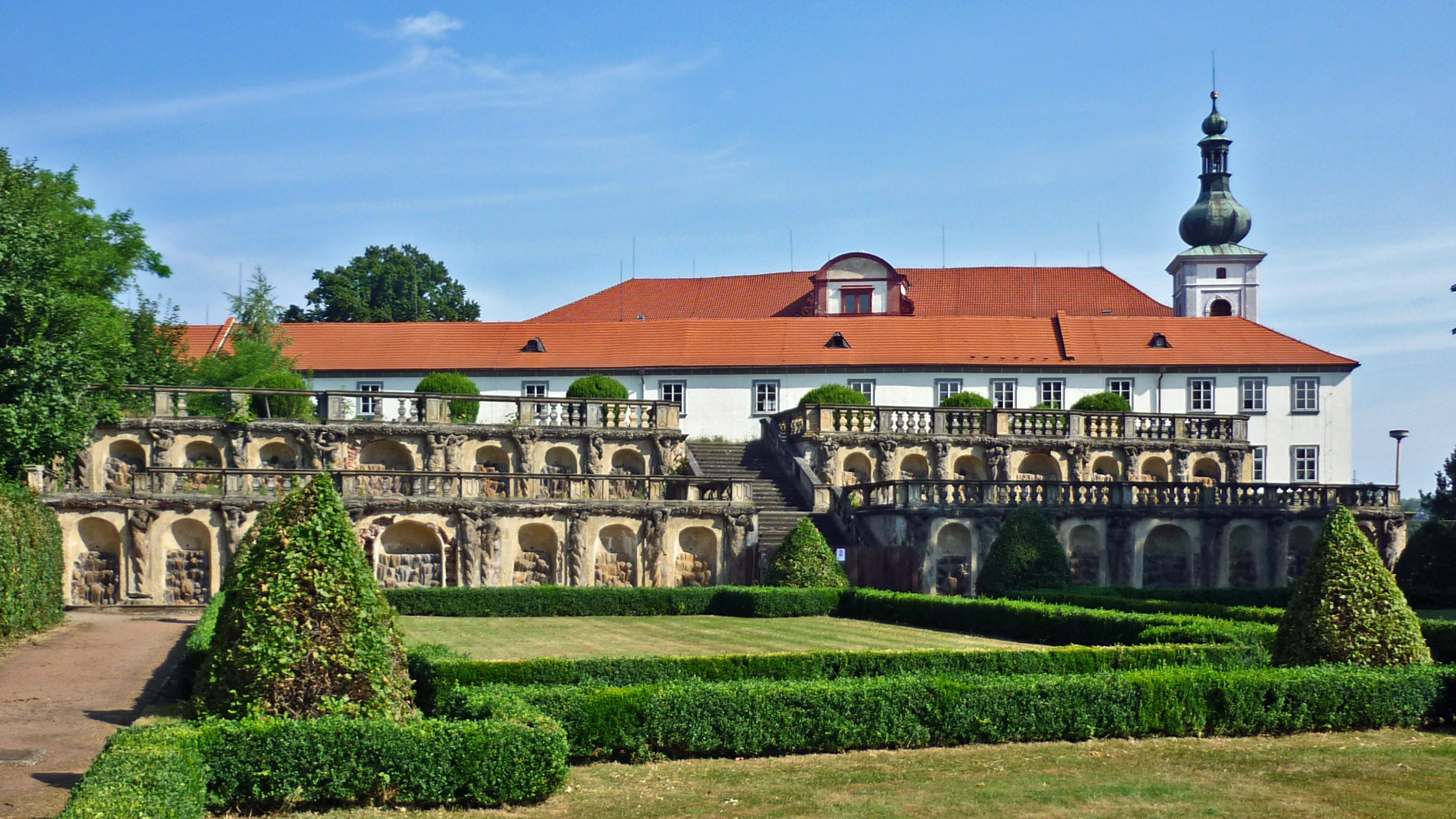
ライヒシュタット城
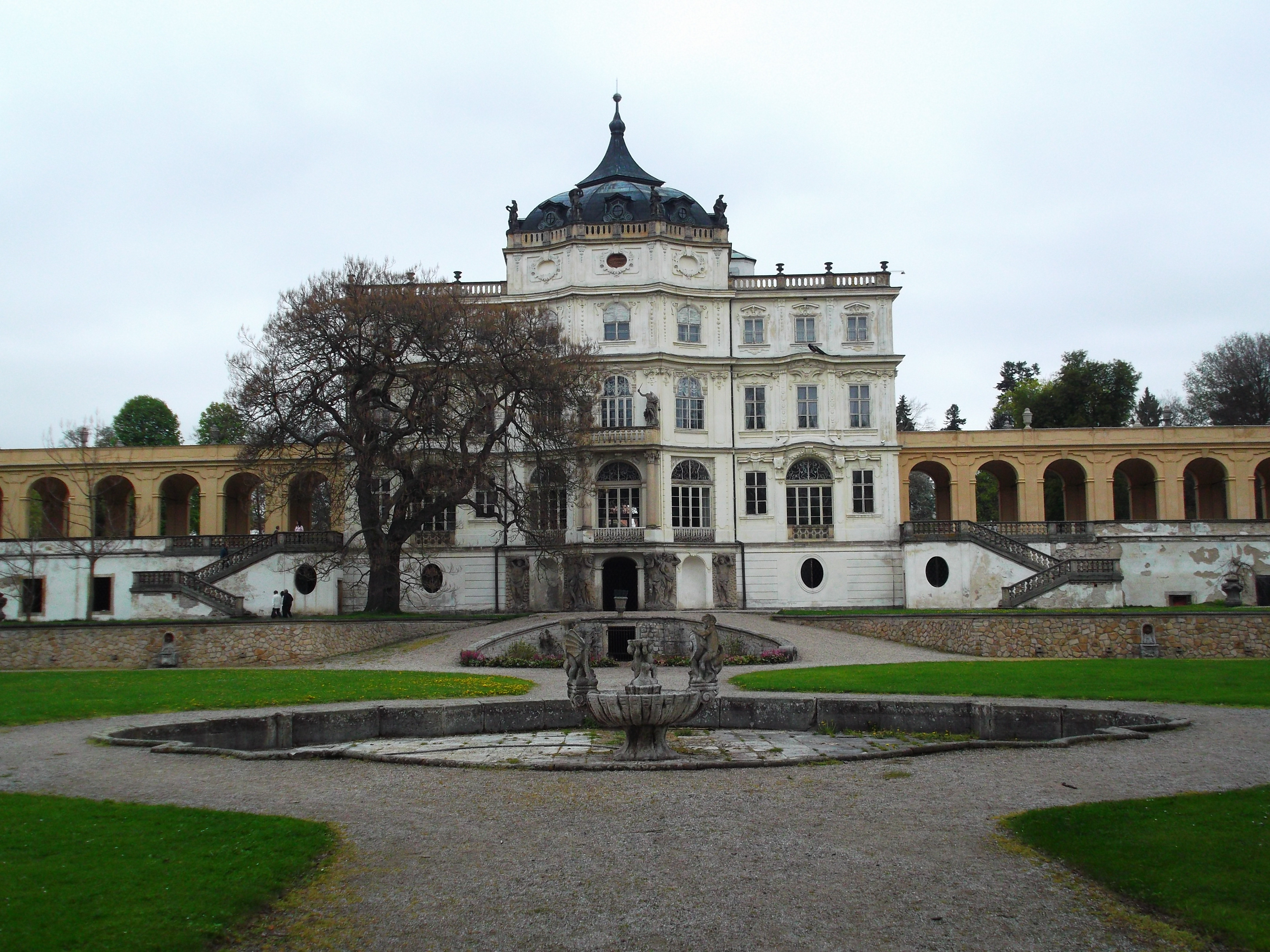
プロスコヴィツェ城

## 子女
アンナ・マリア・フランツィスカと最初の夫フィリップ・ヴィルヘルム・アウグスト・フォン・デア・プファルツとの間に2女が生まれた。
- レオポルディーネ・エレオノーレ（1691年 - 1693年）
- マリア・アンナ・カロリーネ（1693年 - 1751年） - 1719年にバイエルン公子フェルディナントと結婚